# Feliks Konderko
Feliks Konderko ps. Jerzy (ur. 7 czerwca 1908 we wsi Młodzawy, gm. Bliżyn,
obecnie Skarżysko-Kamienna, zm. 2 kwietnia 1969 w Gdańsku) – podporucznik czasu wojny (ppor. cz.w.) konspirator Tajnej Organizacji Wojskowej w Skarżysku-Kamiennej, następnie żołnierz ZWZ-AK w Zgrupowaniach Partyzanckich AK „Ponury” i I batalionu 2 pułku piechoty Legionów Armii Krajowej „Nurta”.

## Życiorys

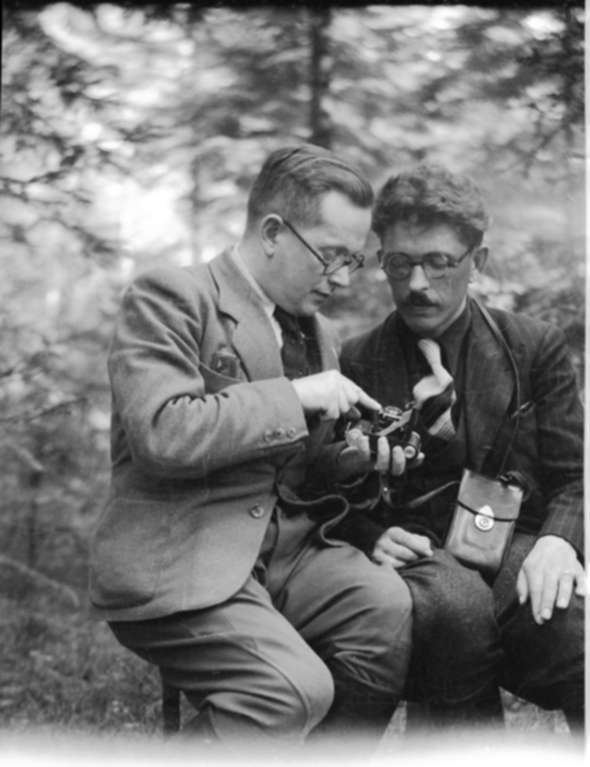
Feliks Konderko ps. Jerzy

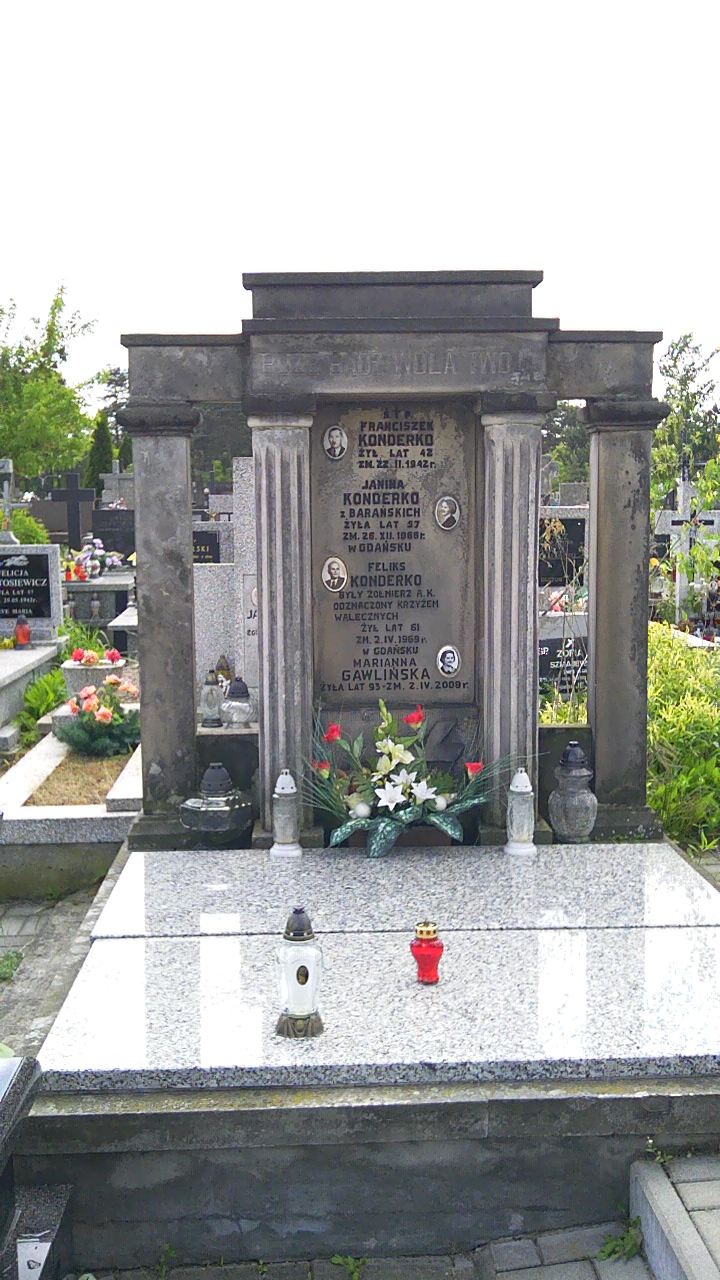
Grób F. Konderki na cmentarzu parafialnym Parafii Najświętszego Serca Jezusowego w Skarżysku-Kamiennej przy ulicy Cmentarnej

Urodził się 7 czerwca 1908 r. we wsi Młodzawy gm. Bliżyn, obecnie Skarżysko-Kamienna, w rodzinie Leopolda i Stanisławy z domu Kowalczyk.
W wojnie obronnej 1939 r. brał udział w obronie Modlina. Od października 1939 r. w TOW w Skarżysku-Kamiennej pod pseudonimem „Jerzy”, a następnie w ZWZ–AK. W latach 1940–1943 organizator konspiracji w Górach Świętokrzyskich w rejonie Nowej Słupi, gdzie działał pod fałszywym nazwiskiem Wacław Pawełkiewicz, zawód fotograf.
Od maja 1943 r. związany z powstającymi Zgrupowaniami Partyzanckimi AK „Ponury”, a następnie I batalionem 2 pułku piechoty Legionów AK. Pełnił funkcję szefa 1 kompanii I batalionu 2 pp.Leg. AK pod dowództwem por. Władysława Czerwonki ps. „Jurek”. Autor unikalnej kolekcji zdjęć Zgrupowań Partyzanckich AK „Ponury”, a następnie 2 pp. Leg. AK. Brał czynny udział w walkach z niemieckimi obławami na „Wykusie” i w walkach pod Radoszycami, Dziebałtowem oraz pod Lipnem, Chotowem i Osiecznem.
W styczniu 1945 r. po rozwiązaniu Armii Krajowej tworzył komórki Organizacji NIE i Delegatury Sił Zbrojnych w rejonie Wąchocka i Skarżyska-Kamiennej. 25 maja 1945 r. został aresztowany przez funkcjonariuszy Miejskiego Urzędu Bezpieczeństwa Publicznego w Skarżysku-Kamiennej. Wyrokiem Wojskowego Sądu Garnizonowego w Kielcach z dnia 24 października 1945 r. został skazany za przynależność do AK na karę łączną 8 lat więzienia i pozbawienia praw publicznych na przeciąg lat 3. W wyniku procesu rewizyjnego i zastosowania dekretu o amnestii, wyrokiem z dnia 13 stycznia 1947 r. Wojskowego Sądu Rejonowego w Kielcach karę zasadniczą i dodatkową darowano w całości. Ostatecznie z więzienia został zwolniony dnia 17 stycznia 1947 r.
W czerwcu 1947 roku ożenił się i wyjechał do Gdańska gdzie zatrudnił się w Zakładzie Remontowym Energetyki w charakterze mechanika precyzyjnego. Zmarł 2 kwietnia 1969 r. w Gdańsku. Jest pochowany na cmentarzu parafialnym Parafii Najświętszego Serca Jezusowego w Skarżysku-Kamiennej przy ulicy Cmentarnej.

## Odznaczenia
- Krzyż Walecznych
- Krzyż Armii Krajowej